# ضجيج كمومي

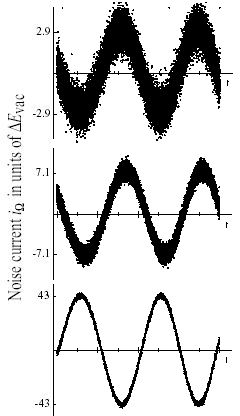
قياس الضجيج الكمومي لثلاث حالات متماسكة

في الفيزياء، يشير الضجيج الكمومي إلى عدم التيقن من كمية فيزيائية بسبب أصلها الكمومي. في بعض الحالات، يظهر الضجيج الكمومي كضجيج الرشقي؛ على سبيل المثال، معظم الاتصالات البصرية تستخدم تضمين المطال، وبالتالي، فإن الضجيج الكمي يظهر كضجيج الرشقي فقط. بالنسبة لحالة عدم اليقين في الحقل الكهربائي في بعض أجهزة الليزر، فإن الضجيج الكمومي ليس مجرد ضجيج رشقي؛ تساهم أوجه عدم اليقين في كل من الاتساع والطور في الضجيج الكمومي، تصبح هذه المسألة مهمة في حالة ضجيج مكبر للصوت الكمي والذي يحافظ على الطور. وتصبح ضجيج الطور مهم عندما تكون طاقة تضمين التردد أو تضمين الطور للموجة قابلة للمقارنة مع طاقة الإشارة (التي يعتقد أنها أكثر قوة فيما يتعلق بالضجيج المضاف من تضمين المطال).

## أصل الضجيج الكمومي
يمكن ملاحظة الضوضاء الكمومية في أي نظام يتم فيه قمع مصادر الضوضاء التقليدية (ضجيج صناعي، الاهتزازات، تقلبات الجهد في إمدادات الطاقة الكهربائية، الضجيج الحراري الناتج عن الحركة البراونية، إلخ) بشكل عام، يمكن اعتبار ضوضاء الكم خطأ في وصف أي نظام مادي ضمن النظرية الكلاسيكية (وليس الكم).[بحاجة لتوضيح]  فمن المعقول أن يشمل النظر في ظهور الكواك أو اختفائها بشكل عفوي في الزمكان بسبب القوانين الأساسية للحفظ، وبالتالي، لا توجد منطقة في الزمكان خالية من عملية الجمع أو الطرح المحتملة لعنصر الكومنتو الأصغر المشترك، مما يتسبب في «ضجيج» في تجربة معينة. ويمكن أن يتجلى ذلك على شكل إزالة الترابط الكمي في نظام متشابك، يُعزى عادة إلى الاختلافات الحرارية في الظروف المحيطة بكل جسيم متشابك يُعتبر جزءًا من مجموعة متشابكة. ولأن التشابك يتم دراسته بشكل مكثف في أزواج بسيطة من الفوتونات المتشابكة، على سبيل المثال، فإن إزالة الترابط الملاحظ في هذه التجارب يمكن أن يكون مرادفاً لـ «الضجيج الكمومي» بالنسبة لمصدر إزالة الترابط. في الدائرة الكهربائية، يمكن أن تسمى التقلبات العشوائية للإشارة بسبب الطابع المتقطع للإلكترونات بضجيج كمومي.
يمكن أن يعزى الخطأ العشوائي لقياسات التداخل في الموضع، بسبب الطابع الفوتوني للفوتونات المسجلة أثناء القياس، إلى الضجيج الكمومي، حتى عدم اليقين من موضع مسبار الفحص المجهري يمكن أن يعزى جزئيا إلى الضجيج الكمومي على الرغم من أن هذه ليست الآلية المسيطرة التي تحدد دقة مثل هذا الجهاز. في معظم الحالات، يشير الضجيج الكمومي إلى تقلبات الإشارة في أنظمة بصرية دقيقة للغاية مع ليزر مستقر وكاشفات فعالة.